# Dracul cu scripca
Dracul cu scripca este un film românesc din 1969 regizat de Ion Bostan.